# Wydział Nauk Ścisłych i Przyrodniczych Uniwersytetu w Siedlcach
Wydział Nauk Ścisłych i Przyrodniczych Uniwersytetu w Siedlcach – jeden z 6 wydziałów Uniwersytetu w Siedlcach.

## Historia
1 września 1969 roku rozpoczęła działalność Wyższa Szkoła Nauczycielska w Siedlcach, a w jej strukturze Wydział Matematyczno-Przyrodniczy. Dał on początek obecnemu Wydziałowi Nauk Ścisłych. Jego pierwszym dziekanem została dr Alina Suszko-Purzycka. Na Wydziale Nauk Ścisłych znajdują się trzy instytuty: Instytut Chemii, Instytut Matematyki i Fizyki oraz Instytut Informatyki. Od 1 października 2019 roku, zarządzeniem Rektora UPH, Wydział funkcjonuje jako Wydział Nauk Ścisłych i Przyrodniczych.

## Kierunki kształcenia
Dostępne kierunki:
- Informatyka (studia I i II stopnia)
- Inżynieria Procesów Technologicznych (studia I stopnia)
- Matematyka (studia I i II stopnia)
- Analiza danych (studia I stopnia)
- Mathematics (studia II stopnia)
- Chemia (studia I i II stopnia)
- Instrumentalna Analityka Chemiczna (studia I stopnia)
- Gospodarka Odpadami i Recykling (studia I stopnia)
- Biology (studia I stopnia)
- Biologia Sądowa (studia I stopnia)
- Analityka z diagnostyką molekularną (studia I stopnia)
- Biologia (studia I i II stopnia)

## Struktura organizacyjna
| Instytut                    | Dyrektor                        |
| --------------------------- | ------------------------------- |
| Instytut Informatyki        | dr Jarosław Skaruz              |
| Instytut Matematyki         | dr hab. Agnieszka Gil-Świderska |
| Instytut Nauk Biologicznych | dr hab. Cezary Sempruch         |
| Instytut Nauk Chemicznych   | dr hab. Janina Kopyra           |